# Lena Yada
Lena Yada (nascuda el 12 de novembre de 1978), és una model nord-americana, actriu, surfista, i Diva de la WWE. Actualment treballa per a l'empresa World Wrestling Entertainment (WWE) com a entrevistadora al backstage de la seva marca ECW.